# محمدحسین رامشت
محمدحسین رامشت متولد سال ۱۳۳۴ در اصفهان، استاد جغرافیای طبیعی گرایش ژئومورفولوژی دانشگاه اصفهان و رئیس این دانشگاه از سال ۱۳۸۴ تا ۱۳۹۲ است.اصالتا اشکذر یزد وی دانش‌آموخته کارشناسی جغرافیا از دانشگاه اصفهان (۱۳۵۷)، کارشناسی ارشد جغرافیا از دانشگاه شهید بهشتی تهران (۱۳۶۴) و دکترای جغرافیا گرایش ژئومورفولوژی از دانشگاه تربیت مدرس تهران (۱۳۷۱) می‌باشد.

## کتاب‌ها
- جغرافیای خاک‌ها، دانشگاه اصفهان، ۱۳۶۹ و ۱۳۷۹
- جغرافیای طبیعی خلیج فارس، دانشگاه اصفهان، ۱۳۶۷
- جغرافیای طبیعی هورالعظیم، دانشگاه اصفهان، ۱۳۶۶
- ژئومورفولوژی، دانشگاه اصفهان، ۱۳۸۴
- کاربرد ژئومورفولوژی در برنامه‌ریزی، دانشگاه اصفهان، ۱۳۷۵
- نقشه‌های ژئومورفولوژی، انتشارات سمت، ۱۳۸۴
-ژئومرفولوژی تحلیلی ایران  انتشارات سمت 
-اندیشه های نظری درژئومرفولوژی نشر دانشگاهی